# Cacia singaporensis
Cacia singaporensis là một loài bọ cánh cứng trong họ Cerambycidae.